# Recorrupted
Recorrupted es el primer EP de la banda estadounidense de deathcore Whitechapel. Fue lanzado el 8 de noviembre de 2011 a través de Metal Blade Records. 
Este EP consiste en una canción original, dos de sus canciones previamente lanzadas remezcladas ("This Is Exile" y "Breeding Violence"), una versión acústica de "End of Flesh" y una versión de la canción de Pantera "Strength Beyond Strength".

## Lista de canciones
| N.º | Título                                        | Duración |  |
| 1.  | «Section 8»                                   | 4:26     |  |
| 2.  | «Strength Beyond Strength» (cover de Pantera) | 3:47     |  |
| 3.  | «Breeding Violence» (Big Chocolate Remix)     | 2:52     |  |
| 4.  | «This Is Exile» (Ben Weinman Remix)           | 3:15     |  |
| 5.  | «End of Flesh» (Versión acústico)             | 4:19     |  |

## Personal
Whitechapel
- Phil Bozeman – voz
- Ben Savage – guitarra principal
- Alex Wade – guitarra rítmica
- Zach Householder – tercera guitarra
- Gabe Crisp – bajo
- Ben Harclerode – batería